# Liste des épisodes d'Oggy et les Cafards
 (octobre 2020).
- Si vous ne connaissez pas le sujet, laissez ce bandeau (vous pouvez alors contacter les auteurs).
- Si vous supprimez le contenu mis en cause (vous pouvez préalablement contacter les auteurs),

argumentez précisément cette suppression dans la page de discussion
(un manque de référence n'est pas un argument ; une recherche réelle de référence doit avoir été effectuée, être formellement documentée).
Cet article présente la liste des épisodes de la série télévisée Oggy et les Cafards.
Peu avant sa diffusion, un épisode pilote est sorti le 12 décembre 1997 mais n'a jamais été diffusé à la télévision.[réf. nécessaire]
Depuis le lancement de la série d'animation en 1999, plus de cinq-cents épisodes ont été diffusés.

## Diffusion
| Saison | Saison | Segments | Épisodes | France           | France           | France        |
| Saison | Saison | Segments | Épisodes | Début de saison  | Fin de saison    | Chaîne        |
| ------ | ------ | -------- | -------- | ---------------- | ---------------- | ------------- |
|        | 1      | 78       | 26       | 6 septembre 1999 | 11 février 2000  | France 3      |
|        | 2      | 78       | 26       | 4 septembre 2000 | 5 avril 2003     | France 3      |
|        | 3      | 39       | 13       | 18 octobre 2008  | 24 décembre 2010 | Canal+ Family |
|        | 4      | 74       | 26       | 2 juin 2012      | 12 décembre 2018 | Canal+ Family |
|        | 5      | 76       | 26       | 30 juin 2017     | 30 juillet 2018  | Gulli         |
|        | 6      | 78       | 26       | 16 mai 2017      | 3 août 2018      | Gulli         |
|        | 7      | 78       | 26       | 19 mars 2018     | 30 janvier 2019  | Gulli         |
|        | 8      | 78       | 26       | janvier 2021     |                  | Gulli         |